# Justizpalast Kaunas

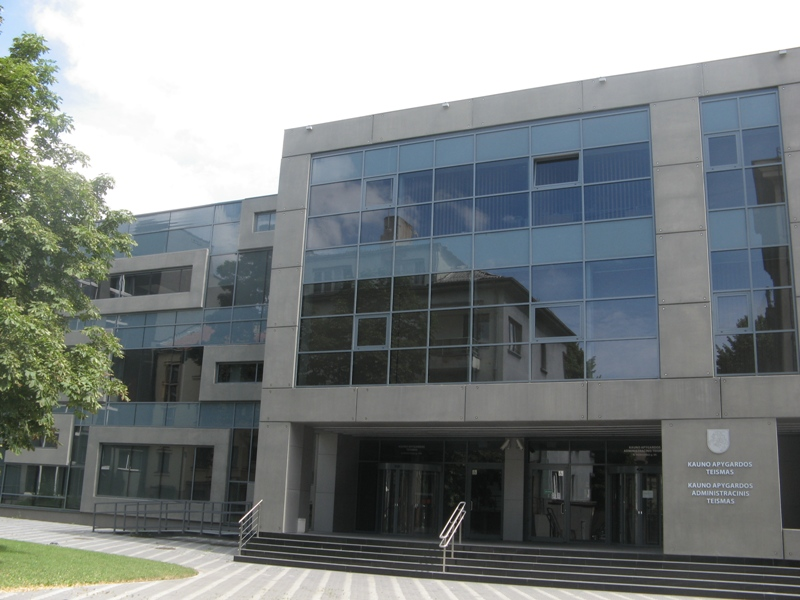
Kauno teismo rūmai

Der Justizpalast Kaunas (lit. Kauno teismo rūmai) ist ein Justizgebäude in Kaunas, Litauen.
Der Palast befindet sich in der Adomas-Mickevičius-Straße, im Stadtzentrum. Im Palast befinden sich das Bezirksverwaltungsgericht Kaunas (KAAT) und das Bezirksgericht Kaunas (KAT). Insgesamt gibt es 19 Säle (14 im KAT und 5 im KAAT).

## Geschichte
Das Gerichtsgebäude baute man statt des Kinotheaters „Senasis trestas“. Dieses wurde im Sommer 2006 demontiert. Der Architekt des Justizpalastes war Arvydas Akelis, Projektleiter im Architektenbüro und Unternehmen UAB “Dalis erdvės”. Das Gebäude wurde vom Unternehmen UAB „Vėtrūna“ gebaut. Die Baukosten betrugen 10 Mio. Euro. Der Palast wurde im November 2008 geöffnet.